# جیووانی کارمینوچی
جیووانی کارمینوچی (به انگلیسی: Giovanni Carminucci) ژیمناست زادهٔ ۱۴ نوامبر ۱۹۳۹ میلادی اهل کشور ایتالیا است.